# NorthEast United FC
NorthEast United FC is een voetbalclub uit India, die vanaf oktober 2014 uitkomt in de Indian Super League. De club is eigendom van acteur en model John Abraham en de I-Leagueclub Shillong Lajong. De zogenaamde 'marquee speler' van de club was Joan Capdevila. Andere bekende spelers van de club waren Alexandros Tzorvas Cornell Glen, Idrissa Sylla en Asamoah Gyan.
ATK Mohun Bagan ·
Bengaluru ·
Chennaiyin ·
East Bengal ·
Goa ·
Hyderabad ·
Jamshedpur ·
Kerala Blasters ·
Mumbai City ·
NorthEast United ·
Odisha